# Kardynałowie z nominacji antypapieża Klemensa VII
Antypapież Klemens VII (1378–1394), antypapież obediencji awiniońskiej w okresie wielkiej schizmy zachodniej mianował 31 nowych kardynałów. Z uwagi na nielegalność pontyfikatu Klemensa VI są oni czasem określani jako pseudokardynałowie. Ponadto trzech kardynałów mianowanych przez Urbana VI, jego rywala, przeszło na jego stronę, uzyskując potwierdzenie swych godności. Dwie kolejne nominacje nie doszły do skutku, jedna z uwagi na przedwczesną śmierć nominata, druga z powodu odmowy.

## 18 grudnia 1378
1. Giacomo d'Itri, tytularny patriarcha Konstantynopola – kardynał prezbiter S. Prassede (tytuł nadany w styczniu 1379); zrzekł się godności kardynalskiej 18 września 1381, zm. 1 marca 1392 (?)
2. Niccolò Brancaccio, arcybiskup Cosenzy – kardynał prezbiter S. Maria in Trastevere (tytuł nadany w lutym 1379), następnie kardynał biskup Albano (1390)[1], zm. 29 czerwca 1412
3. Pierre Amiel de Sarcenas OSB, arcybiskup Embrun – kardynał prezbiter S. Marco (tytuł nadany w czerwcu 1379), zm. 10 sierpnia 1389.
4. Pierre-Raymond de Barrière CanReg, biskup Autun – kardynał prezbiter Ss. Marcellino e Pietro (tytuł nadany 3 października 1379), zm. 13 czerwca 1383.
5. Nicolas de Saint Saturnin OP, Mistrz Świętego Pałacu – kardynał prezbiter Ss. Silvestro e Martino (tytuł nadany w czerwcu 1379), zm. 23 stycznia 1382.
6. Leonardo Rossi da Giffoni OFM, generał zakonu franciszkanów – kardynał prezbiter S. Sisto (tytuł nadany 28 maja 1379), zm. 7 maja 1407.

## 30 maja 1382
1. Tommaso di Casasco OP, inkwizytor i spowiednik księcia Sabaudii Amadeusza – kardynał prezbiter S. Sabina (tytuł nadany 14 listopada 1383), zm. 17 czerwca 1390.

## 23 grudnia 1383
1. Pierre du Cros OSB, arcybiskup Tuluzy, kamerling Świętego Kościoła Rzymskiego – kardynał prezbiter Ss. Nereo ed Achilleo, zm. 16 listopada 1388.
2. Faydit d'Aigrefeuille OSB, biskup Awinionu – kardynał prezbiter Ss. Silvestro e Martino, zm. 2 października 1391.
3. Aymeric de Magnac, biskup Paryża – kardynał prezbiter S. Eusebio, zm. 21 marca 1385.
4. Jacques de Mantenay, kapelan (anty)papieża – kardynał prezbiter Ss. Marcellino e Pietro, zm. 1 maja 1391.
5. Amedeo di Saluzzo, biskup Valence et Die, krewny (anty)papieża – kardynał diakon S. Maria Nuova[2], zm. 28 czerwca 1419
6. Pierre Aycelin de Montaigut OSB, biskup Laon – kardynał prezbiter, zm. 8 listopada 1388.
7. Walter Wardlaw, biskup Glasgow – kardynał prezbiter, zm. 23 grudnia 1387.
8. Jean de Neufchatel, biskup Toul, krewny (anty)papieża – kardynał prezbiter Ss. IV Coronati (tytuł nadany 4 czerwca 1384), następnie kardynał biskup Ostia e Velletri (grudzień 1392), zm. 4 października 1398.
9. Pierre de Fetigny, protonotariusz apostolski – kardynał diakon S. Maria in Aquiro (tytuł nadany 21 listopada 1384), zm. 5 listopada 1392.

Na tym konsystorzu Klemens VII ogłosił także promocję Martinho de Zamora, biskup Lizbony, do rangi kardynała prezbitera. Martinho został jednak zamordowany 6 grudnia 1383, o czym Klemens VII jeszcze wówczas nie wiedział. Tym samym, promocja ta ostatecznie nie doszła do skutku.

## 15 kwietnia 1384
1. Pierre de Luxembourg, biskup Metz – kardynał diakon S. Giorgio in Velabro (tytuł nadany 4 czerwca 1386), zm. 2 lipca 1387

## 12 lipca 1385
1. Bertrand de Chanac, tytularny patriarcha Jerozolimy – kardynał prezbiter S. Pudenziana (tytuł nadany 12 marca 1386), następnie kardynał biskup Sabiny (1396), zm. 20 czerwca 1401.
2. Tommaso Ammannati, arcybiskup Neapolu – kardynał prezbiter S. Prassede, zm. 6 grudnia 1396.
3. Giovanni Piacentini, biskup Castello – kardynał prezbiter S. Ciriaco alle Terme (tytuł nadany 20 czerwca 1388), zm. 9 maja 1404.
4. Amaury de Lautrec CanReg, biskup Comminges – kardynał prezbiter S. Eusebio, zm. 7 czerwca 1390.
5. Jean de Murol, biskup Genewy – kardynał prezbiter S. Vitale, zm. 10 lutego 1399
6. Jean Allarmet de Brogny, biskup Viviers – kardynał prezbiter S. Anastasia, następnie kardynał biskup Ostia e Velletri (13 czerwca 1405)[2], zm. 16 lutego 1426.
7. Pierre de Thury, biskup Maillezais – kardynał prezbiter S. Susanna[1], zm. 9 grudnia 1410.

Jean Rolland, biskup Amiens, odmówił przyjęcia nominacji kardynalskiej.

## 1 lutego 1387
1. Jaime de Aragón, biskup Walencji – kardynał prezbiter S. Clemente (tytuł nadany 19 stycznia 1389), następnie kardynał biskup Sabiny (1391), zm. 30 maja 1396.

## 3 listopada 1389
1. Jean de Talaru, arcybiskup Lyonu – kardynał prezbiter, zm. ok. 1393.

## 21 lipca 1390
1. Martín de Zalba, biskup Pampeluny – kardynał prezbiter S. Lorenzo in Lucina (tytuł nadany 3 czerwca 1393), zm. 27 października 1403.

## 17 października 1390
1. Jean Flandrin, arcybiskup Auch – kardynał prezbiter Ss. Giovanni e Paolo (tytuł nadany 17 czerwca 1391), kardynał biskup Sabiny (13 czerwca 1405), zm. 8 lipca 1415.
2. Pierre Girard, biskup Le Puy – kardynał prezbiter S. Pietro in Vincoli (tytuł nadany 21 grudnia 1390), kardynał biskup Tusculum (13 czerwca 1405)[3], zm. 9 września 1415.

## 17 kwietnia 1391
1. Guillaume de Vergy, arcybiskup Besançon – kardynał prezbiter S. Cecilia (tytuł nadany 10 kwietnia 1393), zm. 1407.

## 23 stycznia 1394
1. Pedro Fernández de Frías, biskup Osma – kardynał prezbiter S. Prassede (tytuł nadany ok. 1404)[2] kardynał biskup Sabiny (23 września 1412), zm. 19 września 1420

## Kardynałowie Urbana VI, którzy  przeszli na stronę Klemensa VII
Trzech kardynałów mianowanych 18 września 1378 przez "rzymskiego" papieża Urbana VI przeszło na stronę Klemensa VII, który również mianował ich kardynałami. Jeden z nich powrócił jednak do obediencji rzymskiej po śmierci Urbana VI w 1389.

### 19 maja 1381
1. Gautier Gómez de Luna (w obediencji rzymskiej kardynał prezbiter bez tytułu), biskup Placencii – kardynał prezbiter Ss. Giovanni e Paolo (tytuł nadany 27 maja 1382), następnie kardynał biskup Sabiny (1390), zm. 13 stycznia 1391.

### 1387
1. Pileo di Prata (były kardynał biskup Tusculum, ekskomunikowany przez Urbana VI 7 października 1387) – kardynał prezbiter S. Prisca (tytuł nadany w czerwcu 1387); od 13 lutego 1391 ponownie w obediencji "rzymskiej" jako kardynał biskup Tusculum (zm. 1400)
2. Galeotto Tarlati de Petramala (były kardynał diakon S. Agata in Suburra, ekskomunikowany przez Urbana VI w 1387) – kardynał diakon S. Giorgio in Velabro (tytuł nadany 4 maja 1388), zm. 1397.